# Carlos Torres Barallobre
Carlos Torres Barallobre   (la Corunya, 17 de gener de 1934 - la Corunya, 30 d'octubre de 2020) fou un futbolista gallec de les dècades de 1950 i 1960.

## Trajectòria
Era fill d'un històric futbolista del Deportivo dels anys 20 José Torres Mourelles. Es formà als clubs Cantábrico, Alameda, Sin Querer i Fabril, filial del Deportivo. A mitjan temporada 1952-53 fitxà pel Celta de Vigo, club on jugà durant cinc temporades a molt gran nivell, marcant 42 gols en 105 partits de lliga a primera divisió. L'any 1957 fou traspassat al RCD Espanyol on jugà durant cinc temporades i mitja a bon nivell. Jugà 72 partits de lliga i 13 de copa, marcant un total de 25 gols. A començament de l'any 1963 fitxà pel CD Málaga, on jugà una temporada i mitja i a continuació al Deportivo de La Coruña, durant una temporada. Acabà la seva carrera al Galicia de Caracas l'any 1968. Fou sis cops internacional juvenil amb Espanya i dos cops amb la selecció espanyola B. També jugà un partit amb la selecció catalana de futbol l'any 1958, amb victòria davant la selecció de Berlín.
Un cop retirat fou entrenador. Dirigí la selecció gallega juvenil, el Galícia de Caracas, el Fabril i el Deportivo durant la temporada 1973-74.